# Wesley Fofana
Wesley Fofana (Marseille, 17 december 2000) is een Frans voetballer die bij voorkeur als centrale verdediger speelt. In augustus 2022 verkaste Fofana naar Chelsea.

## Clubcarrière
Op 15 mei 2018 tekende Fofana zijn eerste profcontract bij Saint-Étienne. Drie dagen later debuteerde hij in de Ligue 1 tegen OGC Nice. Op 4 december 2019 maakte de verdediger zijn eerste competitiedoelpunt tegen datzelfde Nice.
Fofana trad op 2 oktober 2020 toe tot de Engelse Premier League-club Leicester City en tekende een contract voor vijf jaar. De transfersom betaald aan Saint-Étienne werd gerapporteerd als £36,5 miljoen. Op 15 mei 2021 speelde hij mee in de FA Cup-finale van 2021, die Leicester met 1-0 won. Hij en teamgenoot Hamza Choudhury vierden de winst beiden gedrapeerd in de vlag van Palestina, tijdens het Israëlisch-Palestijns conflict van 2021.
Op 21 mei 2021 won Fofana Leicester City's Young Player of the Season-prijs na te zijn verkozen door de supporters van de club.
Op 4 augustus 2021, tijdens een oefenwedstrijd tegen Villarreal, liep Fofana een beenbreuk op na een duel met Fer Niño.
Op 17 maart 2022 speelde Fofana zijn eerste wedstrijd sinds zijn blessure en scoorde in een 2-1 nederlaag tegen Stade Rennais in de UEFA Europa Conference League, die de voortgang van Leicester naar de volgende ronde op een totaalscore van 3-2 veilig stelde.
Op 31 augustus 2022 trad Fofana toe tot de Engelse Premier League-club Chelsea met een contract van zeven jaar. Nadat hij voor Chelsea had getekend, bekritiseerde Fofana zijn voormalige club Leicester en beschuldigde hen van het geven van "valse en misleidende opmerkingen" tijdens de lange opbouw naar de transfer. Op 3 september maakte hij zijn debuut voor de club in een 2-1 overwinning tegen West Ham United in de Premier League.

## Clubstatistieken
| Seizoen | Club             | Competitie     | Competitie | Competitie | Beker | Beker | Internationaal | Internationaal | Totaal | Totaal |
| Seizoen | Club             | Competitie     | Wed.       | Dlp.       | Wed.  | Dlp.  | Wed.           | Dlp.           | Wed.   | Dlp.   |
| ------- | ---------------- | -------------- | ---------- | ---------- | ----- | ----- | -------------- | -------------- | ------ | ------ |
| 2018/19 | AS Saint-Étienne | Ligue 1        | 2          | 0          | 0     | 0     | —              | —              | 2      | 0      |
| 2019/20 | AS Saint-Étienne | Ligue 1        | 14         | 1          | 8     | 1     | 2              | 0              | 24     | 2      |
| 2020/21 | AS Saint-Étienne | Ligue 1        | 4          | 0          | 0     | 0     | 0              | 0              | 4      | 0      |
| 2020/21 | Leicester City   | Premier League | 28         | 0          | 3     | 0     | 6              | 0              | 37     | 0      |
| 2021/22 | Leicester City   | Premier League | 7          | 0          | 0     | 0     | 0              | 0              | 7      | 0      |
| 2022/23 | Leicester City   | Premier League | 2          | 0          | 0     | 0     | 0              | 0              | 2      | 0      |
| 2022/23 | Chelsea          | Premier League | 0          | 0          | 0     | 0     | 0              | 0              | 0      | 0      |
| Totaal  | Totaal           | Totaal         | 57         | 1          | 11    | 1     | 8              | 0              | 74     | 2      |

Bijgewerkt t/m 31 augustus 2022.

## Erelijst
| FA Cup | 1x | 2020/21 |